# Cupido clara
Cupido clara är en fjärilsart som beskrevs av Edwards 1870. Cupido clara ingår i släktet Cupido och familjen juvelvingar. Inga underarter finns listade i Catalogue of Life.